# Lost Arrow Spire
Lost Arrow Spire (littéralement la « pointe de flèche perdue ») est un pilier détaché de la falaise des chutes de Yosemite,  en Californie. C'est une des escalades les plus célèbres de la vallée de Yosemite.

## Géographie
Lost Arrow Spire est une flèche de 80 m de haut détachée de la falaise de Yosemite Falls. Son rocher constitué de granite est extrêmement compact.

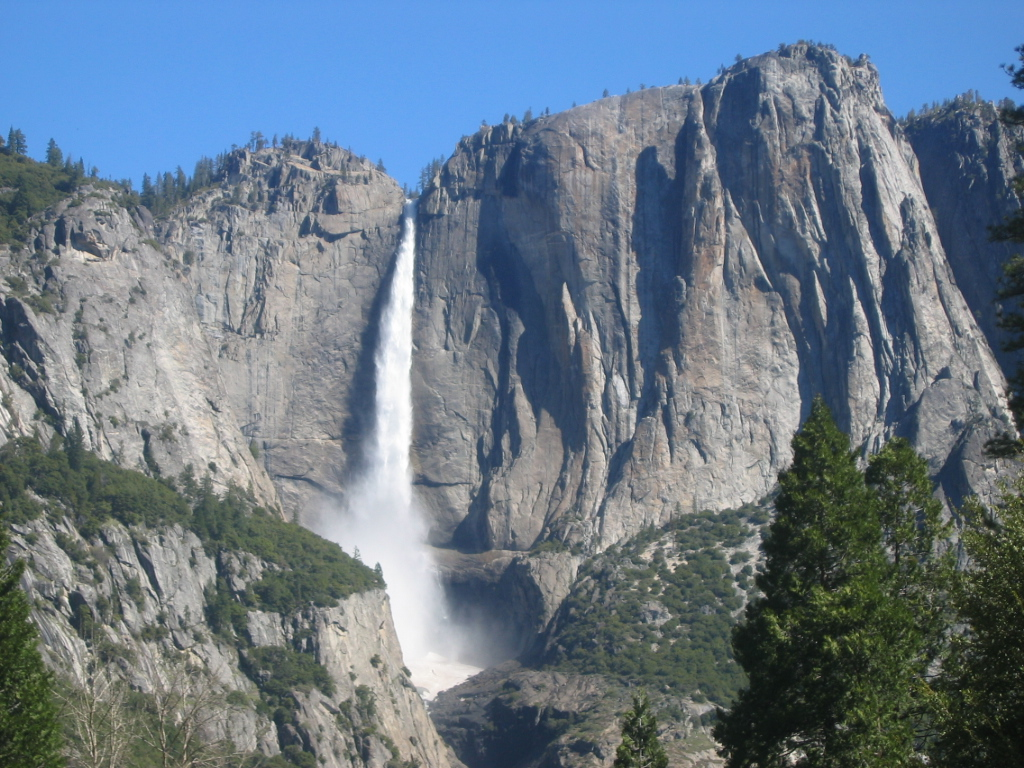
Lost Arrow Spire le long des chutes de Yosemite
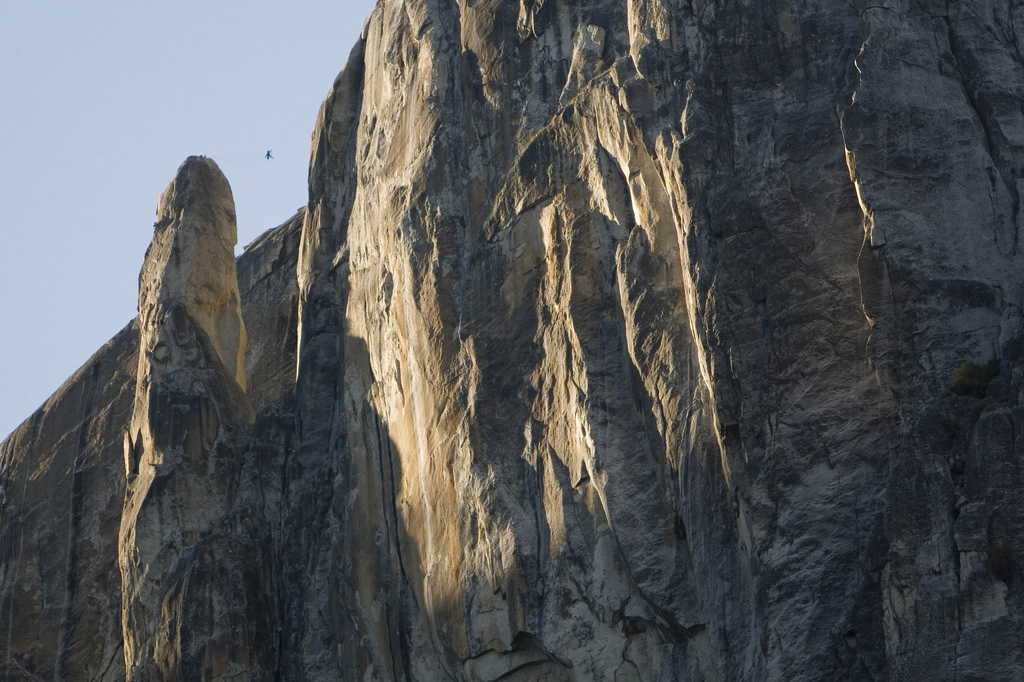
Slackline entre la falaise et le sommet de Lost Arrow Spire

## Histoire
Le granite compact et presque sans fissure a longtemps repoussé les tentatives, notamment celle de John Salathé en août 1946.
La première ascension de Lost Arrow Spire est effectuée le 31 août 1947 par Ax Nelson et Jack Arnold. Pour réaliser cette première, ces grimpeurs descendent en rappel à l'entaille à la base de Lost Arrow Spire. Pour atteindre le sommet Jack Arnold utilise la technique du lancer de corde.
En septembre 1947, Ax Nelson et John Salathe réalisent la première ascension depuis le bas de Lost Arrow Spire, par la voie Lost Arrow Spire Chimney, une profonde et étroite fissure qui remonte le long du pilier. Salathé et Nelson emportent des pitons à expansion avec un tamponnoir muni de mèches en carbone (il fallait 45 minutes pour percer le trou nécessaire), six litres d'eau seulement et un minimum de nourriture. Ils réussissent à passer et à atteindre Arrow Notch en quatre jours et demi, grâce aux pitons à expansions et aux pitons en acier dur de Salathé. Ils plantent alors 9 pitons à expansion dans la longueur terminale lisse pour atteindre enfin le sommet de Lost Arrow, le matin du cinquième jour. Pour Steve Roper cette ascension constitue le premier Big wall aux États-Unis, et le début de l'âge d'or de l'escalade au Yosemite.
En septembre 1964, Frank Sachar et Chuk Pratt font la première ascension en escalade libre de Lost Arrow Spire.